# 예티 항공
예티 항공(영어: Yeti Airlines, 네팔어: यति एयरलाइन्स)은 네팔 카트만두에 본사를 둔 항공사이다.

## 운항 노선
- 2020년 8월 기준으로 예티 항공은 다음과 같이 운항하고 있다.

## 보유 기종
- 2020년 9월 기준으로 예티 항공은 다음과 같이 보유하고 있다.

## 사건 및 사고
- 2023년 1월 15일 네팔 트리부반 국제공항에서 포카라 국제공항으로 가던 ATR 72-500 예티 항공 691편이 포카라 국제공항에 접근하던 도중 실속으로 인해 추락했다. 자세한 내용은 예티항공 691편 추락사고 참고.